# Kritacris licrophallus
Kritacris licrophallus är en insektsart som beskrevs av David M. Rowell 2007. Kritacris licrophallus ingår i släktet Kritacris och familjen gräshoppor. Inga underarter finns listade i Catalogue of Life.